# Oratorium Santa Maria delle Grazie we Florencji
Oratorium Santa Maria delle Grazie we Florencji (wł. Oratorio di Santa Maria delle Grazie in Firenze) – rzymskokatolickie oratorium we Florencji, w archidiecezji Florencji. Położone jest nad brzegiem rzeki Arno przy ulicy Lungarno Diaz, pomiędzy Piazza Mentana, a mostem Ponte alle Grazie. Jest najmniejszym oratorium we Włoszech.

## Historia
W 1237 roku podesta Rubaconte da Mandello podjął decyzję o zbudowaniu mostu, nazwanego z czasem jego imieniem, który był trzecim mostem zbudowanym nad Arno, po Ponte Vecchio i Ponte alla Carraia. Ponad sto lat później na moście wzniesiono pierwszą kaplicę. Znajdowała się w niej słynąca łaskami figura Madonny, dzięki której most został przemianowany na Ponte alle Grazie; z czasem na moście i w jego sąsiedztwie  pojawiły się kolejne kaplice, sanktuaria i pustelnie. Spośród nich największe znaczenie zyskała zbudowana w latach 1371–1394 na nadbrzeżu Arno kaplica Santa Maria delle Grazie. W 1873 roku most został rozebrany, a w roku następnym zbudowano na zlecenie rodu Alberti według projektu architekta Giuseppe Malvoti obecnie istniejące oratorium. Znalazł się w nim fresk Madonna z Dzieciątkiem i aniołami z 1313 roku, przeniesiony z dawnej kaplicy i umieszczony nad głównym ołtarzem. Konsekracji oratorium dokonał 22 maja 1874 roku arcybiskup Florencji Gioacchino Limberti.

## Wnętrze

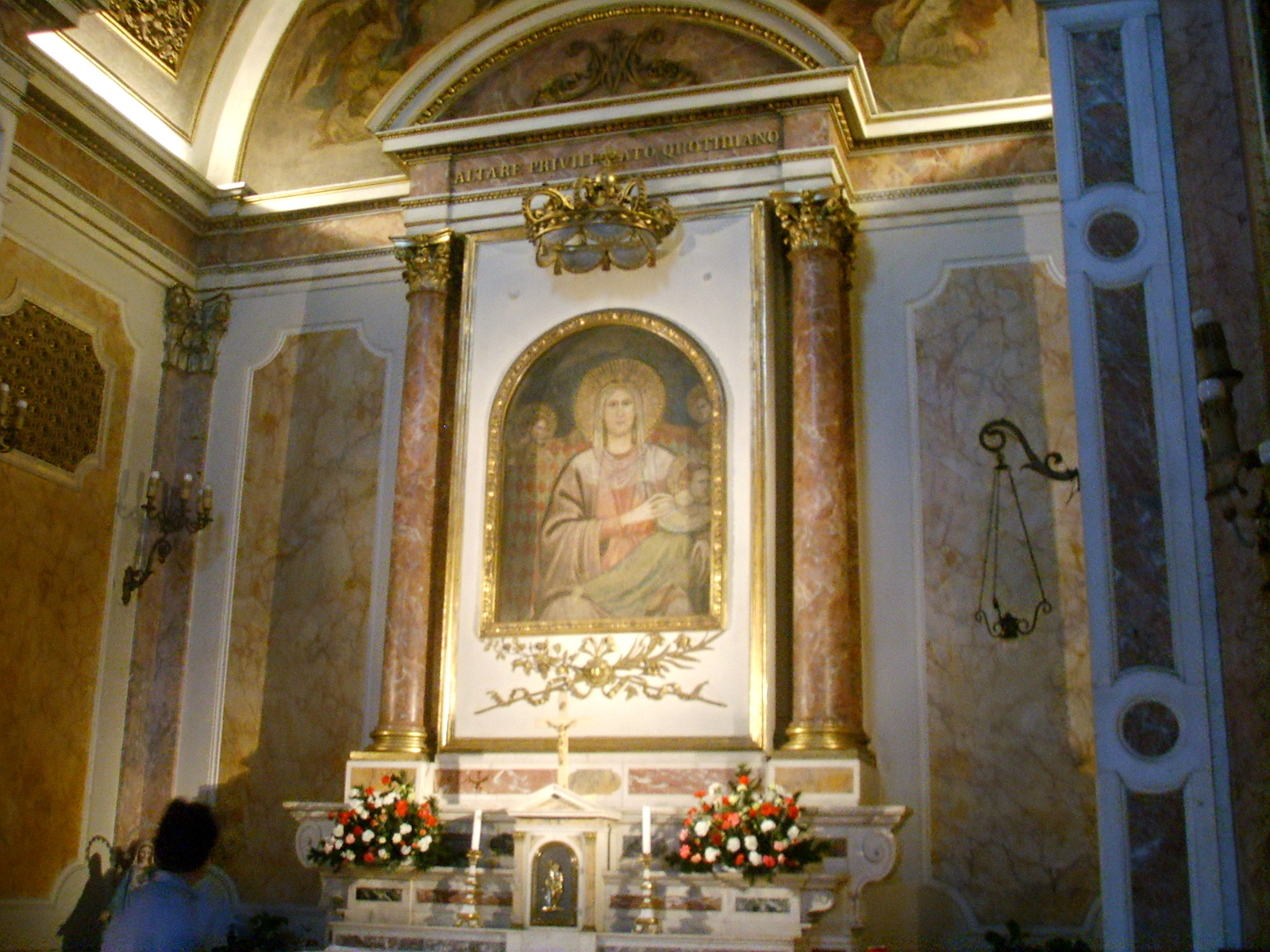
Ołtarz główny

Niewielkie wnętrze oratorium zostało zdominowane przez dekoracje z różowego marmuru (kolumny, płyciny na ścianach).  Po obu stronach ołtarza głównego znajdują się niewielkie ołtarze boczne; w ołtarzu po prawej stronie znajduje się XIX-wieczny obraz Św. Józef pędzla Giuseppe Ciseriego. W ołtarzu po lewej stronie znajduje się krzyż. Sklepienie kopuły zostało ozdobione freskami autorstwa Olinto Bandinellego. Na ścianie tarczowej nad tabernakulum widnieje malowidło Ukoronowanie Najświętszej Maryi Panny, natomiast w kopule Trójca z Mojżesza i Dawidem. Na marmurowej posadzce znajdują się herby rodziny Alberti.